# Amadeus Sögaard
Joseph Amadeus Sögaard (Uppsala, 26 gennaio 1998) è un calciatore svedese, difensore dell'IFK Norrköping.

## Biografia
È figlio della cantante pop Carola Häggkvist e del life coach Runar Søgaard.

## Carriera
Sin dall'età di sei anni è cresciuto nel settore giovanile del Brommapojkarna.
La sua prima squadra senior è stata il Frej, formazione che all'epoca militava nella seconda serie nazionale. Oltre ad aver collezionato con i gialloneri le sue prime otto presenze nella Superettan 2018, ha anche disputato due partite nella terza serie nazionale con il prestito all'Assyriska. Durante la stagione 2019 invece è sempre rimasto al Frej, con cui è sceso in campo in 17 partite (di cui 13 da titolare) in un campionato di Superettan 2019 che ha visto il club retrocedere.
Scaduto il contratto con il Frej, ha fatto ritorno al Brommapojkarna, società in cui era cresciuto e che in quel momento militava in terza serie. Gli infortuni gli hanno fatto saltare praticamente tutto il campionato 2020, visto che ha raccolto solo due apparizioni nel doppio spareggio di fine stagione per salire in Superettan che ha visto però imporsi il Trelleborg. Sögaard e il Brommapojkarna hanno tuttavia centrato la promozione nel campionato successivo, quello di Ettan 2021, durante il quale il giocatore è stato utilizzato 16 volte da titolare e 12 da subentrante. Nel corso del campionato ancora seguente, quello di Superettan 2022, Sögaard ha giocato titolare tutte e 30 le gare in calendario, contribuendo al ritorno della squadra nella massima serie svedese con la seconda promozione conquistata nel giro di due anni. L'Allsvenskan 2023 ha dunque visto Sögaard esordire nel primo livello del calcio svedese, in un torneo in cui Sögaard ha collezionato 28 presenze (tutte da titolare) nelle 30 giornate previste dal calendario, più le due gare di spareggio che hanno decretato la salvezza dei rossoneri.
Scaduto il contratto con il Brommapojkarna, Sögaard ha lasciato la squadra per unirsi, nel gennaio 2024, all'IFK Norrköping a parametro zero con un contratto biennale.

## Palmarès

### Club

#### Competizioni nazionali
- Ettan: 1

Brommapojkarna: 2021
- Superettan: 1

Brommapojkarna: 2022